# Fabrice Eulry
 (mai 2012).
Fabrice Eulry est un musicien et compositeur français né le 4 septembre 1962 à Carmaux (Tarn).
Après ses débuts au piano en 1972, il s'aperçoit rapidement qu'il est davantage un musicien d'oreille que d'écriture. Influencé dès les années 1960 par la musique afro-américaine, sa musique très rythmée, reste cependant très ancrée dans la tradition européenne.

## Biographie

### Ses débuts
À partir de 1981, il devient pianiste professionnel, essentiellement soliste. Basé en province (Lille, Grenoble où il fait son premier passage télé remarqué par FR3), puis il part pour La Nouvelle-Orléans en 1988 et 1989 puis ne donne plus de concert pendant un an, se retirant dans le Massif central pour aiguiser son jeu pianistique en tenant compte de ses faiblesses techniques et composer[réf. obsolète]. Il entame à partir de 1990 une carrière à Paris, qui partie de peu, lui vaut une notoriété croissante.

### Les années 1990 à Paris
Remarqué en 1987 par des musiciens parisiens comme Carl Schlosser, avec qui il enregistre un premier disque en 1991 qui leur vaut le prix Mainstream de l'académie du jazz, aidé par son éclectisme, qui lui vaut par ailleurs de nombreuses critiques de ses pairs, mais dont il profite pour mettre un pied dans tous les milieux musicaux très fractionnés, du musette aux folklores, en passant par la variété, les clubs de jazz comme Le Petit-journal et les établissements où l'on danse le rock 'n' roll et le swing comme le Slow-club[réf. obsolète] ou Le Caveau de la Huchette, où les orchestres l'engagent dans un premier temps, et où à partir de 1993 il joue régulièrement pendant des années sous nom, avec son propre orchestre, Fabrice Eulry voit sa réputation se médiatiser.
Il doit ses premiers articles dans la presse musicale à sa manière de jouer très tonale, et sa main gauche qui impressionne les critiques. Là où ils lui reprochent invariablement son « manque de modernité », lui revendique plutôt une « absence de concession à la mode » (laquelle ? celle de Parker ?), considérant modestement sa musique hors du temps (et non pas hors du tempo). Sa réputation est aussi consolidée par des musiciens de premier plan qui lui font confiance : des amoureux de la musique de La Nouvelle-Orléans, Gilbert Leroux, Marc Laferrière, Sidney Bechet Junior (avec qui il enregistre pour M6 au festival de Juan-les-Pins 1994) aux rockers, Joël Daydé, qui l'engage dans son orchestre, et Ricky Norton qui l'invite sur deux albums.
Puis c'est la presse grand public qui est séduite pour des raisons totalement différentes .La télévision l'adopte enfin régulièrement à partir de 1994, notamment dans l'émission Coucou c'est nous, où on le voit jouer à plusieurs reprises notamment avec Big Jay McNeely, un des inventeurs du rock 'n' roll au saxophone[Quoi ?],[réf. nécessaire].

### Tournées internationales et rencontres
À partir de 1996, il commence des tournées au Moyen Orient en Afrique où il emmène son orchestre. C'est l'année où, après plusieurs disques auto-produits, Boogie-follies est le premier album sous son nom qui connaisse une médiatisation et une distribution efficace, et pour lequel il donne un concert à Bobino et d'autres prestations télévisuelles chez Paul Vermusse ou chez Pascal Sevran.
À partir de 1995, il entame une série de tournées en Suisse grâce au clarinettiste Jacky Milliet et à Enzo Mucci, l'ancien contrebassiste de Memphis Slim et de François Rilhac.
D'autres musiciens lui font confiance pour l'accompagner ou former des duos ou enregistrer des disques : les saxophonistes Jacques Doudelle, ou Gary Wiggins, et surtout Claude Bolling avec lequel il monte un duo qui tourne régulièrement depuis dans les festivals.

### Retour à Paris
Un an plus tard, Philippe Bouvard vient revoir son spectacle que Fabrice Eulry donne trois jours à L'Archipel sur les Grands boulevards. Il l'engage pour près de quatre mois à Bobino après quelques conseils de mise en scène. « Déconcerto pour un seul homme » est rebaptisé Fabrice Eulry et son piano fou. Il donne une prestation à l'émission de Michel Drucker Vivement dimanche. Le spectacle fait l'objet de deux DVD dont un tourné à Bobino et devient un spectacle prisé en France pendant plusieurs années. Ayant cessé de jouer dans les clubs en 2000 mais souhaitant garder le contact avec le terrain, il garde le Petit-journal St Michel chaque dernier lundi du mois. Il doit cependant se ménager et a doit restreindre sa présence dans les studios à partir de 2010, après des années fastes et heureuses.
Obsédé par l'idée de servir la musique, toujours partagé entre sa méfiance envers les gros médias qui selon lui « ne prennent pas le temps » et « caricaturent sa musique », et son désir de toucher un large public il se lance dans un pari difficile fin 2005 : jouer pour son public 24 heures sans s'arrêter avec des règles qu'il a voulu fixer lui-même : pas plus de cinq minutes de pause toutes les six heures, pas de drogues, pas de partitions, jamais deux fois le même morceau, pas plus de dix secondes entre chaque morceau... Cet évènement a lieu au Petit-journal Montparnasse, Le Parisien en fait sa première page sur cinq colonnes très illustrées, passionne les journaux télévisés de France 3 et est décrit par comme un record du monde ; la question du Guiness Book est soulevée par Le Parisien : « Reste pour ce pianiste déraisonnable à faire homologuer ce record mondial dans  le Guiness Book ». L'ancien record était de 13 heures, l'actuel, homologué..., est de 103 heures et 8s,  détenu par le pianiste polonais (qui est aussi auteur et explorateur) Romuald Koperski qui détrôna le pianiste hongrois Charles Brunner qui avait joué 101 heures et 7 minutes sans interruption et qui a joué un concert à guichet fermé au Queen's Hall.
À partir de 2008, atteint par la crise économique comme tous les artistes hors système, Fabrice Eulry, qui a la chance d'être encore médiatisé, se résigne à davantage de mobilité : comme en 2005 il rejoue à Cincinnati et à Newport (Kentucky) au Blues & boogie piano summit 2008 au Faneuil Hall de Boston en 2009 avec la harpiste Isabelle Perrin (harpiste à l'orchestre national de France) et en duo avec l'organiste Rhoda Scott. Enhardi par ce soutien, il tente un projet illusoire, sans aucune subvention le 10 mars 2010 à la salle Cortot le concerto pour piano en do dièse mineur créant son premier concerto pour piano, accompagné par une trentaine de musiciens. La salle Cortot d'une capacité de 400 personnes est comble mais aucune retombée ne suit (on le voit à la même époque jouer du rock et du Jacques Brel sur Canal+ avec Catherine Ringer, Iggy Pop et Ayo dans l'émission La musicale, qui feront l'objet de vidéos très regardées sur youtube). Pour autant, emballé par l'expérience symphonique, il réitère à la salle Cortot dès 2011 en ajoutant un deuxième concerto au programme. Ce concerto basé sur une trame de trois rythmes de boogie, est en réalité un habillage symphonique de son Mini boogie expiatoire (boogie-woogie en piano solo durant en réalité une vingtaine de minutes !) qui clôture généralement ses récitals depuis 1993, et qui est connu pour se terminer par un solo de percussions qui démarre sur la caisse piano et se prolonge parfois dans la salle « avec tout ce qu'il trouve sous la main » avant de revenir au piano pour le final.

## Discographie

### Albums
- Concerto pour piano n°2 "Expiatoire". Enregistré en 2018
- On tour 2004-2008. Enregistré lors de tournées lors de ces 5 années, et sorti en 2015
- Escapade symphonique. Enregistré en 2011
- Concerto pour piano en do # mineur n°1. Enregistré en 2010
- Ragtime, enregistré en 2009
- Piano Killers. Enregistré en 2009
- Promenade dans Paris. Enregistré en 2009
- Jeu double. Enregistré en 2008
- Boogie Passavant. Enregistré en 2006
- Big beat band & Fabrice Eulry. Enregistré en 2005
- Boogie Folies Vol 2. Enregistré en 2005
- Eulry Christmas. Enregistré en 2005
- L'Entente. Enregistré en 2005
- Francophoniswing Vol 2. Enregistré en 2001
- El boogie-woogie lo mas rapido del mundo, enregistré en 1999
- Francophoniswing. Enregistré en 1999
- Boogie-Woogie Orchestral. Enregistré en 1998
- Une soirée au Trianon. Enregistré en 1997
- Boogie Folies. Enregistré en 1996
- Connection. Enregistré en 1996
- Paris Jook. Enregistré en 1995
- Blues Sando. Enregistré en 1994
- Le Pianiste en Solo. Enregistré en 1994
- Le Pianiste en Trio. Enregistré en 1993
- Piano Solo. Enregistré en 1992[5]
- Avec Marion Sigaut, Chanter la France, enregistré en 2023.

### LIVRE CD
- L'Histoire de France en chantant. Enregistré en 2009[5]

### DVD
- Le tour de la chanson française en 80 minutes. Enregistré en 2015
- Boogie-wooguillaume. Enregistré en 2014
- Bobino. Enregistré en 2005
- Festival International de Boogie Woogie, Enregistré en 2005
- Fabrice Eulry et son piano fou ! Enregistré en 2003[5]

## Presse
- « À côté de lui Jerry Lee Lewis ferait figure d'arthritique » (Le Quotidien Jurassien)
- « Ce pianiste est infatigable» (Le Parisien)
- « Le Chopin du boogie-woogie » (Le Figaro)
- « Captant l’énergie du public au point de l’en vider de tout son potentiel d’applaudissement » (Nice-Matin)
- « C’est la quatrième dimension qui s’ouvre quand il s’installe à son piano : le monde extérieur n’existe ni pour lui ni pour l’auditoire » (Centre Presse)
- « Fabrice Eulry c’est super Phoenix sans salle de contrôle électrisant la nuit » (Midi Libre)
- « Un sens inné du rythme et de l’improvisation » (Marie-Claire)
- « Un phénomène cet Eulry… De la dynamite en barre montée sur une paire de ressorts… Le talent à l’état pur…Un phénomène qu’on vous dit » (La Dépêche du Midi)
- « Tinkle…Tinjle…he is a star » (Herald), Afrique du Sud
- « Senso innato del ritmo » (La Nuova Ferrara), Italie[17]